# Boromys offella
Boromys offella là một loài động vật có vú trong họ Echimyidae, bộ Gặm nhấm. Loài này được Miller mô tả năm 1916.